# Parque nacional Chaloem Phrakiat Thai Prachan
El Parque nacional Chaloem Phrakiat Thai Prachan también escrito Parque nacional Chaloem Phra kiat Thai Prachan (en tailandés: อุทยานแห่งชาติเฉลิมพระเกียรติไทยประจัน) es el nombre que recibe un espacio natural protegido con el estatus de parque nacional en el centro del país asiático de Tailandia, concretamente en la Provincia de Ratchaburi. El parque fue establecido en 2003 y cubre un área de 384,39 kilómetros cuadrados.

## Geografía
El parque cubre un área de 38.439 hectáreas en la cuenca del río Phachi e incluye el área de Ratchaburi en la frontera con Myanmar en Yang Huk, Pak Tho, Suan Phueng y Ban Kha. El parque está ubicado a 50 km al suroeste del centro provincial de Ratchaburi.

## Flora y fauna
El parque Chaloem Phrakiat Thai Prachan está dominado por bosques mixtos de hoja caduca y siempreverdes húmedos. Entre las plantas raras que se encuentran en el parque se encuentran: árbol de coral, xilia curada, lagerstroemia calyculata y muchas especies de bambú.
El parque está habitado por: jabalíes, zambaras, oso del Himalaya, ciervos, monos lepidópteros, civeta malaya, liebres birmanas, tunas, entre otras especies de animales y plantas.

## Sitios destacados
- Cascada tailandesa de Prachan
- Aguas termales de Pong Krathing